# Liste du patrimoine immobilier de Lanaudière
Cette liste recense les biens du patrimoine immobilier de Lanaudière inscrits au répertoire du patrimoine culturel du Québec. Cette liste est divisées par municipalité régionale de comté géographique.

## D'Autray
| Bien patrimonial                                                                  | Illustration                              | Municipalité                               | Adresse                       | Coordonnées                         | No     | Constr.     | Catégorie                                                | Rec.      | Notes                           |
| --------------------------------------------------------------------------------- | ----------------------------------------- | ------------------------------------------ | ----------------------------- | ----------------------------------- | ------ | ----------- | -------------------------------------------------------- | --------- | ------------------------------- |
| Ancien monastère des Moniales-Dominicaines-de-Berthierville                       | Berthierville                             | Berthierville                              | 1140, rue De Frontenac        | 46° 04′ 30″ nord, 73° 10′ 48″ ouest | 167373 | 1935        | Immeuble patrimonial classé                              | 2019      | [ 2 ]                           |
| Chapelle des Cuthbert                                                             | Berthierville                             | Berthierville                              | Rue De Bienville              | 46° 05′ 24″ nord, 73° 10′ 40″ ouest | 92574  | 1786        | Immeuble patrimonial classé Aire de protection délimitée | 1958 1976 |                                 |
| Site patrimonial de l'Ancien-Monastère-des-Moniales-Dominicaines-de-Berthierville | Image manquante Téléverser                | Berthierville                              | 1140, rue De Frontenac        | 46° 04′ 31″ nord, 73° 10′ 55″ ouest | 216500 |             | Site patrimonial classé                                  | 2019      |                                 |
| Site patrimonial de Sainte-Geneviève                                              | BerthiervilleSainte-Geneviève-de-Berthier | Berthierville Sainte-Geneviève-de-Berthier |                               | 46° 04′ 53″ nord, 73° 10′ 41″ ouest | 105201 |             | Site patrimonial classé                                  | 2001      |                                 |
| Clocher de l'Ancien-Couvent                                                       | Lanoraie                                  | Lanoraie                                   |                               | 45° 57′ 32″ nord, 73° 13′ 12″ ouest | 201809 | 1874        | Immeuble patrimonial cité                                | 2014      |                                 |
| Maison Hervieux                                                                   | Lanoraie                                  | Lanoraie                                   | 947, Grande Côte Ouest        | 45° 55′ 11″ nord, 73° 15′ 28″ ouest | 92418  | 1835        | Immeuble patrimonial classé Aire de protection délimitée | 1972 1975 |                                 |
| Pavillon Clément-Loranger                                                         | Lanoraie                                  | Lanoraie                                   | 361, rue Notre-Dame           | 45° 57′ 30″ nord, 73° 13′ 14″ ouest | 167011 | 1887 (vers) | Immeuble patrimonial cité                                | 2022      |                                 |
| Maison des contes et légendes de Lavaltrie                                        | Lavaltrie                                 | Lavaltrie                                  | 1251, rue Notre-Dame          | 45° 52′ 58″ nord, 73° 16′ 45″ ouest | 232072 | 1895        | Immeuble patrimonial cité                                | 2021      |                                 |
| Église de La Visitation-de-l'Île-Dupas                                            | La Visitation-de-l'Île-Dupas              | La Visitation-de-l'Île-Dupas               | 121, rue de l'Église          | 46° 05′ 09″ nord, 73° 08′ 32″ ouest | 201809 | 1851 à 1852 | Immeuble patrimonial cité                                | 2024      |                                 |
| Centre du pourvoyeur Mastigouche                                                  | Image manquante Téléverser                | Mandeville                                 | 10, chemin du Lac-de-la-Chute | 46° 27′ 58″ nord, 73° 23′ 59″ ouest | 202731 |             | Site patrimonial cité                                    | 2015      |                                 |
| Ancien couvent des Sœurs de Sainte-Anne                                           | Saint-Cuthbert                            | Saint-Cuthbert                             | 1980, rue Principale          | 46° 08′ 59″ nord, 73° 13′ 18″ ouest | 167620 | 1882        | Immeuble patrimonial cité                                | 2021      | Détruit par un incendie en 2022 |
| Église de Saint-Cuthbert                                                          | Saint-Cuthbert                            | Saint-Cuthbert                             | 1991, rue Principale          | 46° 08′ 56″ nord, 73° 13′ 19″ ouest | 167583 | 1875 à 1879 | Immeuble patrimonial cité                                | 2025      |                                 |
| Presbytère de Saint-Cuthbert                                                      | Saint-Cuthbert                            | Saint-Cuthbert                             | 1991, rue Principale          | 46° 08′ 57″ nord, 73° 13′ 20″ ouest | 93135  | 1876        | Immeuble patrimonial classé                              | 1980      |                                 |
| Presbytère de Saint-Didace                                                        | Saint-Didace                              | Saint-Didace                               | 530, rue Principale           | 46° 19′ 39″ nord, 73° 16′ 52″ ouest | 167628 | 1882        | Immeuble patrimonial cité                                | 2020      |                                 |
| Terrain situé devant la façade du presbytère de Saint-Didace                      | Image manquante Téléverser                | Saint-Didace                               | 530, rue Principale           | 46° 19′ 39″ nord, 73° 16′ 50″ ouest | 231055 |             | Immeuble patrimonial cité                                | 2020      |                                 |
| Presbytère de Sainte-Élisabeth                                                    | Sainte-Élisabeth                          | Sainte-Élisabeth                           | 2411, rue Principale          | 46° 05′ 44″ nord, 73° 21′ 13″ ouest | 167691 | 1874        | Immeuble patrimonial cité                                | 2017      |                                 |
| Terrain devant le presbytère de Sainte-Élisabeth                                  | Sainte-Élisabeth                          | Sainte-Élisabeth                           | 2411, rue Principale          | 46° 05′ 45″ nord, 73° 21′ 13″ ouest | 208241 |             | Immeuble patrimonial cité                                | 2017      |                                 |
| Église de Sainte-Geneviève                                                        | Sainte-Geneviève-de-Berthier              | Sainte-Geneviève-de-Berthier               | Rue De Montcalm               | 46° 04′ 53″ nord, 73° 10′ 42″ ouest | 93480  | 1787        | Immeuble patrimonial classé                              | 2001      | [ 4 ]                           |
| Pont couvert Grandchamp                                                           | Sainte-Geneviève-de-Berthier              | Sainte-Geneviève-de-Berthier               |                               | 46° 05′ 35″ nord, 73° 12′ 41″ ouest | 115384 | 1918        | Immeuble patrimonial cité                                | 2018      |                                 |
| Espace culturel Jean-Pierre Ferland                                               | Saint-Norbert                             | Saint-Norbert                              | 2111, rue Principale          | 46° 10′ 12″ nord, 73° 18′ 56″ ouest | 167686 | 1874-1876   | Immeuble patrimonial cité                                | 2021      |                                 |

## Joliette
| Bien patrimonial                                       | Illustration           | Municipalité           | Adresse                                            | Coordonnées                         | No     | Constr.     | Catégorie                                                | Rec.           | Notes |
| ------------------------------------------------------ | ---------------------- | ---------------------- | -------------------------------------------------- | ----------------------------------- | ------ | ----------- | -------------------------------------------------------- | -------------- | ----- |
| Ancien bureau de poste de Joliette                     | Joliette               | Joliette               | 389-409, rue Notre-Dame                            | 46° 01′ 28″ nord, 73° 26′ 17″ ouest | 204930 | 1950        | Immeuble patrimonial cité                                | 2016           |       |
| Ancien orphelinat Saint-Joseph                         | Joliette               | Joliette               | 256-264, rue Lavaltrie Sud                         | 46° 01′ 06″ nord, 73° 26′ 28″ ouest | 204999 | 1953        | Immeuble patrimonial cité                                | 2016           |       |
| Ancienne académie Saint-Viateur                        | Joliette               | Joliette               | 633, rue Notre-Dame                                | 46° 01′ 19″ nord, 73° 26′ 29″ ouest | 204931 | 1918        | Immeuble patrimonial cité                                | 2016           |       |
| Ancienne chapelle Saint-Joseph                         | Joliette               | Joliette               | 780, rue Monseigneur-Forbes                        | 46° 01′ 07″ nord, 73° 26′ 26″ ouest | 204997 | 1877        | Immeuble patrimonial cité                                | 2016           |       |
| Ancienne chapelle United Church                        | Joliette               | Joliette               | 614, rue Saint-Antoine                             | 46° 01′ 15″ nord, 73° 26′ 20″ ouest | 197211 | 1902        | Immeuble patrimonial cité                                | 2016           |       |
| Ancienne école industrielle                            | Joliette               | Joliette               | 790, rue Monseigneur-Forbes                        | 46° 01′ 07″ nord, 73° 26′ 27″ ouest | 204998 | 1884        | Immeuble patrimonial cité                                | 2016           |       |
| Ancienne église de Saint-Pierre-Apôtre                 | Joliette               | Joliette               | 57, rue Saint-Pierre Sud                           | 46° 01′ 10″ nord, 73° 26′ 49″ ouest | 167720 | 1954        | Immeuble patrimonial cité                                | 2016           |       |
| Carré Saint-Louis                                      | Joliette               | Joliette               | 142-144, rue Saint-Joseph 370-390, rue Saint-Louis | 46° 01′ 37″ nord, 73° 26′ 30″ ouest | 167731 | 1904        | Immeuble patrimonial cité                                | 2016           |       |
| Cathédrale Saint-Charles-Borromée de Joliette          | Joliette               | Joliette               | 2, rue Saint-Charles-Borromée Nord                 | 46° 01′ 37″ nord, 73° 26′ 11″ ouest | 93269  | 1892        | Immeuble patrimonial cité                                | 2024 2016 1999 |       |
| Cégep régional de Lanaudière                           | Joliette               | Joliette               | 20, rue Saint-Charles-Borromée Sud                 | 46° 01′ 34″ nord, 73° 26′ 12″ ouest | 204927 | 1846        | Immeuble patrimonial cité                                | 2016           |       |
| Centre d'accueil Saint-Eusèbe                          | Joliette               | Joliette               | 585, boulevard Manseau                             | 46° 01′ 24″ nord, 73° 26′ 30″ ouest | 204990 | 1949        | Immeuble patrimonial cité                                | 2016           |       |
| Couvent des Moniales bénédictines                      | Joliette               | Joliette               | 488, rue Saint-Charles-Borromée Nord               | 46° 02′ 07″ nord, 73° 26′ 28″ ouest | 204929 | 1907        | Immeuble patrimonial cité                                | 2024 2016      |       |
| École Les Mélèzes                                      | Joliette               | Joliette               | 393, rue De Lanaudière                             | 46° 01′ 23″ nord, 73° 26′ 10″ ouest | 204996 | 1935        | Immeuble patrimonial cité                                | 2016           |       |
| École Marie-Charlotte                                  | Joliette               | Joliette               | 981-985, rue Notre-Dame                            | 46° 01′ 05″ nord, 73° 26′ 48″ ouest | 204992 | 1945        | Immeuble patrimonial cité                                | 2016           |       |
| École Saint-Charles                                    | Joliette               | Joliette               | 586, rue Saint-Antoine                             | 46° 01′ 16″ nord, 73° 26′ 19″ ouest | 204946 | 1960        | Immeuble patrimonial cité                                | 2016           |       |
| Église de Christ-Roi                                   | Joliette               | Joliette               | 330, rue Papineau                                  | 46° 01′ 58″ nord, 73° 26′ 50″ ouest | 167703 | 1953        | Immeuble patrimonial cité                                | 2016           |       |
| Église de Sainte-Thérèse-de-l'Enfant-Jésus             | Joliette               | Joliette               | 740, rue Saint-Thomas                              | 46° 01′ 41″ nord, 73° 25′ 44″ ouest | 167724 | 1952        | Immeuble patrimonial cité                                | 2016           |       |
| Ensemble conventuel des Clercs de Saint-Viateur        | Joliette               | Joliette               | 455, boulevard de la Base-de-Roc                   | 46° 01′ 02″ nord, 73° 26′ 10″ ouest | 167734 | 1930        | Immeuble patrimonial cité Site patrimonial cité          | 2016           |       |
| Évêché de Joliette                                     | Joliette               | Joliette               | 2, rue Saint-Charles-Borromée Nord                 | 46° 01′ 37″ nord, 73° 26′ 17″ ouest | 93270  | 1880        | Immeuble patrimonial cité                                | 2024 2016 1999 |       |
| Gare de Joliette                                       | Joliette               | Joliette               | 368-380, rue Champlain                             | 46° 01′ 46″ nord, 73° 26′ 38″ ouest | 105356 | 1901        | Immeuble patrimonial cité                                | 2016           |       |
| Hôtel de ville de Joliette                             | Joliette               | Joliette               | 614, boulevard Manseau                             | 46° 01′ 25″ nord, 73° 26′ 34″ ouest | 204994 | 1938        | Immeuble patrimonial cité                                | 2016           |       |
| Institut d'artisans et association de bibliothèque     | Joliette               | Joliette               | 398-400, boulevard Manseau                         | 46° 01′ 32″ nord, 73° 26′ 22″ ouest | 204991 | 1856        | Immeuble patrimonial cité                                | 2016           |       |
| L'Arsenal                                              | Joliette               | Joliette               | 585, rue Archambault                               | 46° 01′ 31″ nord, 73° 26′ 40″ ouest | 204995 | 1908        | Immeuble patrimonial cité                                | 2016           |       |
| Maison Amélie-Fristel                                  | Joliette               | Joliette               | 434, rue Saint-Charles-Borromée Nord               | 46° 02′ 04″ nord, 73° 26′ 27″ ouest | 204928 | 1942        | Immeuble patrimonial cité                                | 2024 2016      |       |
| Maison Fidèle-Perreault                                | Joliette               | Joliette               | 990, boulevard Manseau                             | 46° 01′ 10″ nord, 73° 26′ 55″ ouest | 204939 | 1913        | Immeuble patrimonial cité                                | 2016           |       |
| Maison provinciale des Clercs de Saint-Viateur         | Joliette               | Joliette               | 120-132, rue Saint-Charles-Borromée Nord           | 46° 01′ 43″ nord, 73° 26′ 13″ ouest | 167729 | 1941        | Immeuble patrimonial cité                                | 2024 2016      |       |
| Maison provinciale des Sœurs de l'Immaculée-Conception | Joliette               | Joliette               | 750, rue Saint-Louis                               | 46° 01′ 27″ nord, 73° 26′ 46″ ouest | 167740 | 1953        | Immeuble patrimonial cité                                | 2016           |       |
| Maison Wenceslas-Pouliot                               | Joliette               | Joliette               | 692-694, boulevard Manseau                         | 46° 01′ 22″ nord, 73° 26′ 38″ ouest | 204943 | 1901        | Immeuble patrimonial cité                                | 2016           |       |
| Palais de justice de Joliette                          | Joliette               | Joliette               | 440-450, rue Saint-Louis                           | 46° 01′ 34″ nord, 73° 26′ 32″ ouest | 105310 | 1860        | Immeuble patrimonial cité                                | 2016           |       |
| Résidence Albert-Gervais                               | Joliette               | Joliette               | 417-423, boulevard Manseau                         | 46° 01′ 30″ nord, 73° 26′ 22″ ouest | 204926 | 1885        | Immeuble patrimonial cité                                | 2016           |       |
| Résidence Antonio-Barrette                             | Joliette               | Joliette               | 864-876, boulevard Manseau                         | 46° 01′ 14″ nord, 73° 26′ 48″ ouest | 204941 | 1905        | Immeuble patrimonial cité                                | 2016           |       |
| Résidence Arsène-Lafond                                | Joliette               | Joliette               | 490, rue Saint-Thomas                              | 46° 01′ 32″ nord, 73° 25′ 57″ ouest | 204932 | 1908        | Immeuble patrimonial cité                                | 2016           |       |
| Résidence Charles-Édouard-Ferland                      | Joliette               | Joliette               | 554-556, boulevard Manseau                         | 46° 01′ 26″ nord, 73° 26′ 30″ ouest | 204944 | 1900        | Immeuble patrimonial cité                                | 2016           |       |
| Résidence Charlotte-Tarieu-de-Lanaudière               | Joliette               | Joliette               | 846, rue Saint-Antoine                             | 46° 01′ 06″ nord, 73° 26′ 33″ ouest | 204933 | 1846        | Immeuble patrimonial cité                                | 2016           |       |
| Résidence Gustave-Guertin                              | Joliette               | Joliette               | 833, boulevard Manseau                             | 46° 01′ 14″ nord, 73° 26′ 44″ ouest | 204934 | 1935        | Immeuble patrimonial cité                                | 2016           |       |
| Résidence J.-A.-Émile-Roch                             | Joliette               | Joliette               | 366, rue De Lanaudière                             | 46° 01′ 25″ nord, 73° 26′ 09″ ouest | 204947 | 1909        | Immeuble patrimonial cité                                | 2016           |       |
| Résidence J.-B.-Fontaine                               | Joliette               | Joliette               | 792, rue Notre-Dame                                | 46° 01′ 14″ nord, 73° 26′ 40″ ouest | 204937 | 1908        | Immeuble patrimonial cité                                | 2016           |       |
| Résidence Joseph-Sylvestre                             | Joliette               | Joliette               | 670-676, boulevard Manseau                         | 46° 01′ 22″ nord, 73° 26′ 36″ ouest | 204945 | 1901        | Immeuble patrimonial cité                                | 2016           |       |
| Résidence Manoir Les Mélèzes                           | Joliette               | Joliette               | 907, boulevard Manseau                             | 46° 01′ 12″ nord, 73° 26′ 48″ ouest | 204940 | 1915        | Immeuble patrimonial cité                                | 2016           |       |
| Résidence Maurice-Lasalle                              | Joliette               | Joliette               | 693, boulevard Manseau                             | 46° 01′ 20″ nord, 73° 26′ 36″ ouest | 204942 | 1909        | Immeuble patrimonial cité                                | 2016           |       |
| Résidence Renaud-Chevalier                             | Joliette               | Joliette               | 406, rue De Lanaudière                             | 46° 01′ 25″ nord, 73° 26′ 12″ ouest | 204948 | 1906        | Immeuble patrimonial cité                                | 2016           |       |
| Résidence Schwerer-Durand                              | Joliette               | Joliette               | 780, rue Notre-Dame                                | 46° 01′ 15″ nord, 73° 26′ 39″ ouest | 204938 | 1906        | Immeuble patrimonial cité                                | 2016           |       |
| Résidence Simon-Alfred-Lavallée                        | Joliette               | Joliette               | 404, boulevard Manseau                             | 46° 01′ 32″ nord, 73° 26′ 22″ ouest | 204950 | 1908        | Immeuble patrimonial cité                                | 2016           |       |
| Résidence Sir-Joseph-Mathias-Tellier                   | Joliette               | Joliette               | 384-390, boulevard Manseau                         | 46° 01′ 33″ nord, 73° 26′ 21″ ouest | 204949 | 1904        | Immeuble patrimonial cité                                | 2016           |       |
| Résidence William-Copping                              | Joliette               | Joliette               | 325-329, rue Saint-Thomas                          | 46° 01′ 21″ nord, 73° 26′ 00″ ouest | 204936 | 1910        | Immeuble patrimonial cité                                | 2016           |       |
| Maison Antoine-Lacombe                                 | Saint-Charles-Borromée | Saint-Charles-Borromée | 895, rue de la Visitation                          | 46° 03′ 19″ nord, 73° 28′ 32″ ouest | 92474  | 1840 (vers) | Immeuble patrimonial classé Aire de protection délimitée | 1968 1977      |       |
| Église de Saint-Paul                                   | Saint-Paul             | Saint-Paul             | 8, boulevard Brassard                              | 45° 59′ 02″ nord, 73° 26′ 48″ ouest | 92931  | 1804        | Immeuble patrimonial classé Aire de protection délimitée | 1973 1975      |       |

## L'Assomption
| Bien patrimonial                                          | Illustration  | Municipalité  | Adresse                          | Coordonnées                         | No     | Constr.     | Catégorie                                                | Rec.      | Notes |
| --------------------------------------------------------- | ------------- | ------------- | -------------------------------- | ----------------------------------- | ------ | ----------- | -------------------------------------------------------- | --------- | ----- |
| Ancien couvent de la Congrégation-de-Notre-Dame           | L'Assomption  | L'Assomption  | 375, rue Saint-Pierre            | 45° 49′ 32″ nord, 73° 25′ 25″ ouest | 110133 | 1889        | Immeuble patrimonial cité                                | 2007      |       |
| Chapelle Bonsecours                                       | L'Assomption  | L'Assomption  | 299, rue Sainte-Ursule           | 45° 49′ 44″ nord, 73° 25′ 30″ ouest | 167848 | 1858        | Immeuble patrimonial cité                                | 2020      |       |
| Collège de L'Assomption                                   | L'Assomption  | L'Assomption  | 270, boulevard de l'Ange-Gardien | 45° 49′ 41″ nord, 73° 25′ 15″ ouest | 218466 | 1844        | Immeuble patrimonial cité                                | 2012      |       |
| Église de L'Assomption-de-la-Sainte-Vierge                | L'Assomption  | L'Assomption  | 285, rue Saint-Pierre            | 45° 49′ 31″ nord, 73° 25′ 26″ ouest | 92804  | 1820        | Immeuble patrimonial cité                                | 1996      |       |
| Maison Geoffrion                                          | L'Assomption  | L'Assomption  | 440, boulevard de l'Ange-Gardien | 45° 49′ 30″ nord, 73° 25′ 34″ ouest | 207890 | 1930        | Immeuble patrimonial cité                                | 2017      |       |
| Presbytère de L'Assomption-de-la-Sainte-Vierge            | L'Assomption  | L'Assomption  | 153, rue du Portage              | 45° 49′ 31″ nord, 73° 25′ 27″ ouest | 120731 | 1897        | Immeuble patrimonial cité                                | 2008      |       |
| Site patrimonial du Collège-de-L'Assomption               | L'Assomption  | L'Assomption  | 270, boulevard de l'Ange-Gardien | 45° 49′ 41″ nord, 73° 25′ 20″ ouest | 98898  | 1844        | Site patrimonial classé                                  | 2020      | [ 5 ] |
| Vieux palais de justice de L'Assomption                   | L'Assomption  | L'Assomption  | 255-265, rue Saint-Étienne       | 45° 49′ 36″ nord, 73° 25′ 12″ ouest | 92419  | 1811        | Immeuble patrimonial classé Aire de protection délimitée | 1973 1975 |       |
| Maison Poitras                                            | L'Épiphanie   | L'Épiphanie   | 960, rang de l'Achigan Sud       | 45° 50′ 25″ nord, 73° 30′ 03″ ouest | 92757  | 1785        | Immeuble patrimonial classé                              | 1981      |       |
| Église de la Purification-de-la-Bienheureuse-Vierge-Marie | Repentigny    | Repentigny    | 445, rue Notre-Dame              | 45° 44′ 21″ nord, 73° 26′ 49″ ouest | 92549  | 1725        | Immeuble patrimonial classé                              | 1978      |       |
| Moulin à vent Antoine-Jetté                               | Repentigny    | Repentigny    | 861, rue Notre-Dame              | 45° 45′ 54″ nord, 73° 25′ 15″ ouest | 92663  | 1823        | Immeuble patrimonial classé Aire de protection délimitée | 1976 1978 |       |
| Moulin à vent Grenier                                     | Repentigny    | Repentigny    | 14, rue du Vieux-Moulin          | 45° 46′ 04″ nord, 73° 25′ 03″ ouest | 92550  | 1825        | Immeuble patrimonial classé                              | 1975      |       |
| Chapelle de procession Notre-Dame-de-Pitié                | Saint-Sulpice | Saint-Sulpice | Rue Notre-Dame                   | 45° 49′ 37″ nord, 73° 21′ 24″ ouest | 93269  | 1830 (vers) | Immeuble patrimonial classé                              | 1959      |       |
| Église de Saint-Sulpice                                   | Saint-Sulpice | Saint-Sulpice | 1095, rue Notre-Dame             | 45° 49′ 36″ nord, 73° 21′ 21″ ouest | 92885  | 1832        | Immeuble patrimonial classé                              | 1959      |       |

## Les Moulins
| Bien patrimonial                                            | Illustration               | Municipalité | Adresse                         | Coordonnées                         | No     | Constr.              | Catégorie                                                | Rec.      | Notes |
| ----------------------------------------------------------- | -------------------------- | ------------ | ------------------------------- | ----------------------------------- | ------ | -------------------- | -------------------------------------------------------- | --------- | ----- |
| Domaine seigneurial de Mascouche                            | Image manquante Téléverser | Mascouche    | 2085, chemin Sainte-Marie       | 45° 45′ 35″ nord, 73° 37′ 57″ ouest | 216126 |                      | Site patrimonial cité                                    | 2019      |       |
| Site patrimonial de la Paroisse-de-Saint-Henri-de-Mascouche | Image manquante Téléverser | Mascouche    | Chemin Sainte-Marie             | 45° 44′ 46″ nord, 73° 36′ 06″ ouest | 200689 |                      | Site patrimonial cité                                    | 2014      |       |
| 1226-1228, rue Saint-Louis                                  | Image manquante Téléverser | Terrebonne   | 1226-1228, rue Saint-Louis      | 45° 41′ 56″ nord, 73° 38′ 48″ ouest | 232875 | 1850 (vers)          | Immeuble patrimonial cité                                | 2021      |       |
| 1665, chemin Comtois                                        | Image manquante Téléverser | Terrebonne   | 1665, chemin Comtois            | 45° 43′ 47″ nord, 73° 45′ 09″ ouest | 232744 | 1816 (vers)          | Immeuble patrimonial cité                                | 2021      |       |
| 191, rue Saint-André                                        | Image manquante Téléverser | Terrebonne   | 191, rue Saint-André            | 45° 41′ 36″ nord, 73° 38′ 04″ ouest | 232784 | 1910 (vers)          | Immeuble patrimonial cité                                | 2021      |       |
| 222-224, rue Sainte-Marie                                   | Image manquante Téléverser | Terrebonne   | 222-224, rue Sainte-Marie       | 45° 41′ 37″ nord, 73° 38′ 09″ ouest | 232883 | 1860 (vers)          | Immeuble patrimonial cité                                | 2021      |       |
| 250, rue Saint-André                                        | Image manquante Téléverser | Terrebonne   | 250, rue Saint-André            | 45° 41′ 37″ nord, 73° 38′ 09″ ouest | 232787 | 1870 (vers)          | Immeuble patrimonial cité                                | 2021      |       |
| 790, rue Saint-Pierre                                       | Image manquante Téléverser | Terrebonne   | 790, rue Saint-Pierre           | 45° 41′ 33″ nord, 73° 38′ 06″ ouest | 165642 | 1922 à 1930 (entre)  | Immeuble patrimonial cité                                | 2021      | [ 6 ] |
| 850, rue Saint-Louis                                        | Image manquante Téléverser | Terrebonne   | 850, rue Saint-Louis            | 45° 41′ 40″ nord, 73° 38′ 12″ ouest | 232859 | 1760 (vers)          | Immeuble patrimonial cité                                | 2021      |       |
| Ancien couvent de Saint-Louis-de-France                     | Terrebonne                 | Terrebonne   | 775, rue Saint-Louis            | 45° 41′ 43″ nord, 73° 38′ 08″ ouest | 167996 | 1882                 | Immeuble patrimonial cité                                | 2021      |       |
| Ancienne église anglicane Saint-Michael                     | Terrebonne                 | Terrebonne   | 1011, rue Saint-Louis           | 45° 41′ 52″ nord, 73° 38′ 29″ ouest | 211827 | 1895                 | Immeuble patrimonial cité                                | 2021      | [ 7 ] |
| Château Desjardins                                          | Image manquante Téléverser | Terrebonne   | 645, rue Saint-Louis            | 45° 41′ 43″ nord, 73° 37′ 58″ ouest | 232857 | 1882 (vers)          | Immeuble patrimonial cité                                | 2021      |       |
| Château Millette                                            | Terrebonne                 | Terrebonne   | 939, rue Saint-Louis            | 45° 41′ 45″ nord, 73° 38′ 25″ ouest | 232869 | 1914                 | Immeuble patrimonial cité                                | 2021      |       |
| Croix de chemin                                             | Image manquante Téléverser | Terrebonne   | 1665, chemin Comtois            | 45° 43′ 45″ nord, 73° 45′ 08″ ouest | 232745 | 1820                 | Immeuble patrimonial cité                                | 2021      |       |
| Dépendance de la Maison Raymond-Masson                      | Terrebonne                 | Terrebonne   | 997, rue Saint-Louis            | 45° 41′ 50″ nord, 73° 38′ 27″ ouest | 232871 | 1910 et 1935 (entre) | Immeuble patrimonial cité                                | 2021      |       |
| Domaine La Bergeronne                                       | Image manquante Téléverser | Terrebonne   | 306-310, côte de Terrebonne     | 45° 40′ 36″ nord, 73° 44′ 34″ ouest | 231598 | 1820 (vers)          | Immeuble patrimonial cité                                | 2021      |       |
| École secondaire Saint-Sacrement                            | Terrebonne                 | Terrebonne   | 901, rue Saint-Louis            | 45° 41′ 43″ nord, 73° 38′ 16″ ouest | 109635 | 1848 et 1854 (entre) | Immeuble patrimonial cité                                | 2021      | [ 8 ] |
| Édifice Louis-Lepage                                        | Image manquante Téléverser | Terrebonne   | 754, rue Saint-Pierre           | 45° 41′ 33″ nord, 73° 38′ 04″ ouest | 232880 | 1923                 | Immeuble patrimonial cité                                | 2021      |       |
| Église de Saint-Charles-Borromée                            | Image manquante Téléverser | Terrebonne   | 3341, chemin Saint-Charles      | 45° 42′ 10″ nord, 73° 33′ 17″ ouest | 167931 | 1966                 | Immeuble patrimonial cité                                | 2021      |       |
| Église de Saint-Louis-de-France                             | Terrebonne                 | Terrebonne   | 823, rue Saint-Louis            | 45° 41′ 43″ nord, 73° 38′ 11″ ouest | 109776 | 1877 à 1879          | Immeuble patrimonial cité                                | 2021      | [ 8 ] |
| Ensemble d'immeubles patrimoniaux de l'Île-des-Moulins      | Terrebonne                 | Terrebonne   | 900, rue du Moulin              | 45° 41′ 34″ nord, 73° 38′ 18″ ouest | 92594  |                      | Immeuble patrimonial classé                              | 1973      |       |
| Gloriettes du Parc des Braves                               | Terrebonne                 | Terrebonne   | rue Saint-Louis                 | 45° 41′ 41″ nord, 73° 38′ 17″ ouest | 232831 | 1860 (vers)          | Immeuble patrimonial cité                                | 2021      |       |
| Hôtel de ville de Terrebonne                                | Terrebonne                 | Terrebonne   | 775, rue Saint-Jean-Baptiste    | 45° 41′ 30″ nord, 73° 38′ 03″ ouest | 232818 | 1931 (vers)          | Immeuble patrimonial cité                                | 2021      |       |
| maison « aux castors »                                      | Image manquante Téléverser | Terrebonne   | 3030, côte de Terrebonne        | 45° 41′ 42″ nord, 73° 41′ 25″ ouest | 232889 | 1777 (vers)          | Immeuble patrimonial cité                                | 2021      |       |
| Maison Alexandre et Joseph Roussil                          | Terrebonne                 | Terrebonne   | 886-888, rue Saint-Louis        | 45° 41′ 41″ nord, 73° 38′ 14″ ouest | 110132 | 1825 et 1830 (entre) | Immeuble patrimonial cité                                | 2021      | [ 8 ] |
| Maison André-Éthier                                         | Image manquante Téléverser | Terrebonne   | 3519, chemin Saint-Charles      | 45° 42′ 03″ nord, 73° 32′ 53″ ouest | 232805 | 1710                 | Immeuble patrimonial cité                                | 2021      |       |
| Maison Bélisle                                              | Image manquante Téléverser | Terrebonne   | 844, rue Saint-François-Xavier  | 45° 41′ 35″ nord, 73° 38′ 10″ ouest | 92501  | 1759                 | Immeuble patrimonial classé Aire de protection délimitée | 1973      |       |
| Maison Bouc-Chapleau                                        | Terrebonne                 | Terrebonne   | 924, rue Saint-Louis            | 45° 41′ 43″ nord, 73° 38′ 23″ ouest | 232866 | 1800 et 1830 (entre) | Immeuble patrimonial cité                                | 2021      |       |
| Maison Damase-Dubois                                        | Image manquante Téléverser | Terrebonne   | 850, rue Saint-Louis            | 45° 41′ 41″ nord, 73° 38′ 12″ ouest | 119936 | 1850 (vers)          | Immeuble patrimonial cité                                | 2021      | [ 8 ] |
| Maison Delorme-Bouc                                         | Terrebonne                 | Terrebonne   | 273-275, boulevard des Braves   | 45° 41′ 40″ nord, 73° 38′ 14″ ouest | 110496 | 1740                 | Immeuble patrimonial cité                                | 2021      | [ 8 ] |
| Maison Dominique-Charbonneau                                | Image manquante Téléverser | Terrebonne   | 3027, chemin Saint-Charles      | 45° 42′ 05″ nord, 73° 34′ 01″ ouest | 232794 | 1771                 | Immeuble patrimonial cité                                | 2021      |       |
| Maison du meunier                                           | Image manquante Téléverser | Terrebonne   | 310, côte de Terrebonne         | 45° 40′ 37″ nord, 73° 44′ 33″ ouest | 234417 | 1850 (vers)          | Immeuble patrimonial cité                                | 2021      |       |
| Maison Dupras                                               | Image manquante Téléverser | Terrebonne   | 4175, chemin Saint-Charles      | 45° 42′ 22″ nord, 73° 31′ 29″ ouest | 232812 | 1780 et 1800 (entre) | Immeuble patrimonial cité                                | 2021      |       |
| Maison Ernest-Séraphin-Mathieu                              | Image manquante Téléverser | Terrebonne   | 792, rue Saint-Louis            | 45° 41′ 41″ nord, 73° 38′ 09″ ouest | 210444 | 1907 (vers)          | Immeuble patrimonial cité                                | 2021      | ,     |
| Maison Étienne-Forget                                       | Image manquante Téléverser | Terrebonne   | 4455, côte de Terrebonne        | 45° 41′ 33″ nord, 73° 39′ 42″ ouest | 232916 | 1822 et 1837 (entre) | Immeuble patrimonial cité                                | 2021      |       |
| Maison Georges-Wilhelmy                                     | Image manquante Téléverser | Terrebonne   | 3308, chemin Saint-Charles      | 45° 42′ 07″ nord, 73° 33′ 22″ ouest | 232797 | 1890 et 1900 (entre) | Immeuble patrimonial cité                                | 2021      |       |
| Maison Hercule-Masson                                       | Image manquante Téléverser | Terrebonne   | 969-971, rue Saint-Louis        | 45° 41′ 48″ nord, 73° 38′ 27″ ouest | 232870 | 1880 et 1900 (entre) | Immeuble patrimonial cité                                | 2021      |       |
| Maison Jean-Baptiste-Simon-Allard                           | Terrebonne                 | Terrebonne   | 4471, chemin Saint-Charles      | 45° 42′ 28″ nord, 73° 30′ 50″ ouest | 92415  | 1835                 | Immeuble patrimonial classé                              | 1979      |       |
| Maison Joseph-Augé                                          | Image manquante Téléverser | Terrebonne   | 991-993, rue Saint-Louis        | 45° 41′ 49″ nord, 73° 38′ 28″ ouest | 92500  | 1801                 | Immeuble patrimonial classé Aire de protection délimitée | 1976 1978 |       |
| Maison L'Ermitage                                           | Image manquante Téléverser | Terrebonne   | 4034, chemin Saint-Charles      | 45° 42′ 06″ nord, 73° 31′ 49″ ouest | 232810 | 1730 (vers)          | Immeuble patrimonial cité                                | 2021      |       |
| Maison Limoges                                              | Image manquante Téléverser | Terrebonne   | 830, côte de Terrebonne         | 45° 40′ 52″ nord, 73° 43′ 53″ ouest | 232887 | 1775 (vers)          | Immeuble patrimonial cité                                | 2021      |       |
| Maison Limoges-Gascon                                       | Image manquante Téléverser | Terrebonne   | 830, côte de Terrebonne         | 45° 41′ 40″ nord, 73° 40′ 39″ ouest | 232893 | 1786 (vers)          | Immeuble patrimonial cité                                | 2021      |       |
| Maison Louis-de-Gonzague-Masson                             | Terrebonne                 | Terrebonne   | 930, rue Saint-Louis            | 45° 41′ 43″ nord, 73° 38′ 24″ ouest | 232867 | 1896 (vers)          | Immeuble patrimonial cité                                | 2021      |       |
| Maison Ludovic-Laurier                                      | Image manquante Téléverser | Terrebonne   | 3143-3145, chemin Saint-Charles | 45° 42′ 07″ nord, 73° 33′ 44″ ouest | 232795 | 1862 (vers)          | Immeuble patrimonial cité                                | 2021      |       |
| Maison Maple Hall                                           | Image manquante Téléverser | Terrebonne   | 1305, rue Saint-Louis           | 45° 41′ 57″ nord, 73° 38′ 53″ ouest | 232877 | 1874                 | Immeuble patrimonial cité                                | 2021      |       |
| Maison Mathias-Moody                                        | Image manquante Téléverser | Terrebonne   | 834-840, rue Dupré              | 45° 41′ 58″ nord, 73° 38′ 41″ ouest | 232751 | 1886                 | Immeuble patrimonial cité                                | 2021      |       |
| Maison Mathieu                                              | Image manquante Téléverser | Terrebonne   | 3813, chemin Saint-Charles      | 45° 42′ 06″ nord, 73° 32′ 12″ ouest | 92910  | 1833                 | Immeuble patrimonial classé Immeuble patrimonial reconnu | 2012 1975 |       |
| Maison Mathieu-Moody fils                                   | Terrebonne                 | Terrebonne   | 933, rue Saint-Louis            | 45° 41′ 44″ nord, 73° 38′ 23″ ouest | 232868 | 1890 (vers)          | Immeuble patrimonial cité                                | 2021      |       |
| Maison Noël-Roussil                                         | Image manquante Téléverser | Terrebonne   | 804, rue Saint-François-Xavier  | 45° 41′ 35″ nord, 73° 38′ 08″ ouest | 109778 | 1829 (vers)          | Immeuble patrimonial cité                                | 2021      | [ 6 ] |
| Maison Oldham-Lacroix                                       | Terrebonne                 | Terrebonne   | 774, rue Saint-Louis            | 45° 41′ 41″ nord, 73° 38′ 08″ ouest | 111522 | 1805                 | Immeuble patrimonial cité                                | 2021      | [ 8 ] |
| Maison Ouimet                                               | Image manquante Téléverser | Terrebonne   | 630, côte de Terrebonne         | 45° 40′ 47″ nord, 73° 44′ 08″ ouest | 232886 | 1850 (vers)          | Immeuble patrimonial cité                                | 2021      |       |
| Maison Prévost-Lincourt                                     | Image manquante Téléverser | Terrebonne   | 889, rue Saint-François-Xavier  | 45° 41′ 36″ nord, 73° 38′ 13″ ouest | 204240 | 1830 et 1840 (entre) | Immeuble patrimonial cité                                | 2021      | [ 6 ] |
| Maison Raymond-Masson                                       | Terrebonne                 | Terrebonne   | 997, rue Saint-Louis            | 45° 41′ 50″ nord, 73° 38′ 28″ ouest | 119933 | 1910 et 1935 (entre) | Immeuble patrimonial cité                                | 2021      | [ 7 ] |
| Maison Roussil                                              | Terrebonne                 | Terrebonne   | 870-872, rue Saint-Louis        | 45° 41′ 41″ nord, 73° 38′ 13″ ouest | 92502  | 1830                 | Immeuble patrimonial classé Aire de protection délimitée | 1972 1975 |       |
| Maison Thérien                                              | Image manquante Téléverser | Terrebonne   | 3900, rue Émile-Roy             | 45° 47′ 29″ nord, 73° 45′ 03″ ouest | 232773 | 1780 et 1820 (entre) | Immeuble patrimonial cité                                | 2021      |       |
| Maison Zéphirin-Mathieu                                     | Image manquante Téléverser | Terrebonne   | 3661, chemin Saint-Charles      | 45° 42′ 02″ nord, 73° 32′ 33″ ouest | 232807 | 1807 (vers)          | Immeuble patrimonial cité                                | 2021      |       |
| Manoir Fraser-McKenzie-Masson                               | Terrebonne                 | Terrebonne   | 906, rue Saint-Louis            | 45° 41′ 42″ nord, 73° 38′ 21″ ouest | 162087 | 1807                 | Immeuble patrimonial cité                                | 2021      | [ 8 ] |
| Manufacture Globe Shoe                                      | Image manquante Téléverser | Terrebonne   | 133, rue Chapleau               | 45° 41′ 34″ nord, 73° 37′ 51″ ouest | 232736 | 1917                 | Immeuble patrimonial cité                                | 2021      |       |
| Manufacture Matthew Moody & Sons                            | Image manquante Téléverser | Terrebonne   | 251, rue Saint-Louis            | 45° 41′ 45″ nord, 73° 37′ 34″ ouest | 232832 | 1892                 | Immeuble patrimonial cité                                | 2021      |       |
| Monument des Braves                                         | Terrebonne                 | Terrebonne   | boulevard des Braves            | 45° 41′ 39″ nord, 73° 38′ 15″ ouest | 232735 | 1922                 | Immeuble patrimonial cité                                | 2021      |       |
| Presbytère de Saint-Louis-de-France                         | Terrebonne                 | Terrebonne   | 825, rue Saint-Louis            | 45° 41′ 43″ nord, 73° 38′ 12″ ouest | 119938 | 1878                 | Immeuble patrimonial cité                                | 2021      | [ 8 ] |

## Matawinie
| Bien patrimonial                                          | Illustration               | Municipalité             | Adresse                | Coordonnées                         | No     | Constr.     | Catégorie                 | Rec. | Notes |
| --------------------------------------------------------- | -------------------------- | ------------------------ | ---------------------- | ----------------------------------- | ------ | ----------- | ------------------------- | ---- | ----- |
| Chapelle Notre-Dame-de-Fatima de Saint-Alphonse-Rodriguez | Image manquante Téléverser | Saint-Alphonse-Rodriguez | 330, rue des Monts     | 46° 11′ 09″ nord, 73° 42′ 48″ ouest | 168120 | 1946        | Immeuble patrimonial cité | 2024 |       |
| Presbytère de Saint-Alphonse-Rodriguez                    | Image manquante Téléverser | Saint-Alphonse-Rodriguez | 960, rue Notre-Dame    | 46° 11′ 12″ nord, 73° 41′ 26″ ouest | 168125 | 1930        | Immeuble patrimonial cité | 2024 |       |
| Église de Saint-Côme                                      | Image manquante Téléverser | Saint-Côme               | 1661, rue Principale   | 46° 16′ 13″ nord, 73° 46′ 30″ ouest | 165004 | 1886        | Immeuble patrimonial cité | 2009 |       |
| Presbytère de Saint-Côme                                  | Image manquante Téléverser | Saint-Côme               | 1661, rue Principale   | 46° 16′ 13″ nord, 73° 46′ 28″ ouest | 165006 | 1888        | Immeuble patrimonial cité | 2009 |       |
| Église de Saint-Donat                                     | Image manquante Téléverser | Saint-Donat              | 381, rue Allard        | 46° 19′ 09″ nord, 74° 13′ 15″ ouest | 236592 | 1962-1963   | Immeuble patrimonial cité | 2024 |       |
| Ancien couvent de Saint-Jean-de-Matha                     | Saint-Jean-de-Matha        | Saint-Jean-de-Matha      | 207, rue Sainte-Louise | 46° 13′ 54″ nord, 73° 32′ 03″ ouest | 168256 | 1897 (vers) | Immeuble patrimonial cité | 2011 |       |
| Ancien presbytère de Saint-Jean-de-Matha                  | Saint-Jean-de-Matha        | Saint-Jean-de-Matha      | 185, rue Sainte-Louise | 46° 13′ 51″ nord, 73° 32′ 06″ ouest | 168253 | 1884        | Immeuble patrimonial cité | 2011 |       |
| Église de Saint-Jean-de-Matha                             | Saint-Jean-de-Matha        | Saint-Jean-de-Matha      | 187, rue Sainte-Louise | 46° 13′ 52″ nord, 73° 32′ 04″ ouest | 168251 | 1886        | Immeuble patrimonial cité | 2011 |       |
| Maison de Louis Cyr                                       | Saint-Jean-de-Matha        | Saint-Jean-de-Matha      | 215, rue Sainte-Louise | 46° 13′ 52″ nord, 73° 32′ 00″ ouest | 181714 |             | Immeuble patrimonial cité | 2011 |       |
| Monument funéraire de Louis Cyr                           | Saint-Jean-de-Matha        | Saint-Jean-de-Matha      |                        | 46° 13′ 22″ nord, 73° 32′ 34″ ouest | 96713  | 1912 (vers) | Immeuble patrimonial cité | 2005 |       |

## Montcalm
| Bien patrimonial                                    | Illustration               | Municipalité            | Adresse                             | Coordonnées                         | No     | Constr.      | Catégorie                                                | Rec.      | Notes |
| --------------------------------------------------- | -------------------------- | ----------------------- | ----------------------------------- | ----------------------------------- | ------ | ------------ | -------------------------------------------------------- | --------- | ----- |
| Église de Saint-Calixte                             | Image manquante Téléverser | Saint-Calixte           | 6292, rue Principale                | 45° 57′ 08″ nord, 73° 50′ 56″ ouest | 168337 | 1881 à 1886  | Immeuble patrimonial cité                                | 2022      |       |
| Ancien bureau de poste de Saint-Jacques             | Saint-Jacques              | Saint-Jacques           | 105, rue Saint-Jacques              | 45° 56′ 55″ nord, 73° 34′ 17″ ouest | 115301 | 1927         | Immeuble patrimonial cité                                | 2008      |       |
| Ancien couvent des Sœurs-de-Sainte-Anne             | Saint-Jacques              | Saint-Jacques           | 122, rue Saint-Jacques              | 45° 56′ 58″ nord, 73° 34′ 19″ ouest | 115305 | 1913         | Immeuble patrimonial cité                                | 2008      |       |
| Église de Saint-Jacques                             | Saint-Jacques              | Saint-Jacques           | 110, rue Saint-Jacques              | 45° 56′ 57″ nord, 73° 34′ 17″ ouest | 115304 | 1918         | Immeuble patrimonial cité                                | 2008      |       |
| Maison Louise-Pariseau                              | Saint-Jacques              | Saint-Jacques           | 107, rue Saint-Jacques              | 45° 56′ 55″ nord, 73° 34′ 17″ ouest | 115303 | 1906         | Immeuble patrimonial cité                                | 2008      |       |
| Presbytère de Saint-Jacques                         | Saint-Jacques              | Saint-Jacques           | 102, rue Saint-Jacques              | 45° 56′ 56″ nord, 73° 34′ 15″ ouest | 115300 | 1897         | Immeuble patrimonial cité                                | 2008      |       |
| Vieux collège de Saint-Jacques                      | Saint-Jacques              | Saint-Jacques           | 50, rue Saint-Jacques               | 45° 56′ 52″ nord, 73° 34′ 10″ ouest | 115298 | 1912         | Immeuble patrimonial cité                                | 2008      |       |
| Église de Saint-Roch-de-l'Achigan                   | Image manquante Téléverser | Saint-Roch-de-l'Achigan | 1188, rue Principale                | 45° 51′ 22″ nord, 73° 35′ 30″ ouest | 168375 | 1959 à 1960  | Immeuble patrimonial cité                                | 2023      |       |
| Maison Allard-Labrèche                              | Saint-Roch-de-l'Achigan    | Saint-Roch-de-l'Achigan | 528, rang du Ruisseau-des-Anges Sud | 45° 50′ 07″ nord, 73° 38′ 09″ ouest | 196126 | 1865 (vers)  | Immeuble patrimonial cité                                | 2013      |       |
| Maison Archambault                                  | Saint-Roch-de-l'Achigan    | Saint-Roch-de-l'Achigan | 1520, rang de la Rivière Nord       | 45° 51′ 22″ nord, 73° 36′ 19″ ouest | 105896 | 1827 (avant) | Immeuble patrimonial cité                                | 2003      |       |
| Maison J.-Oswald-Forest                             | Saint-Roch-de-l'Achigan    | Saint-Roch-de-l'Achigan | 1235, rue Principale                | 45° 51′ 20″ nord, 73° 35′ 36″ ouest | 105894 | 1910         | Immeuble patrimonial cité                                | 2003      |       |
| Maison Josaphat-Gareau                              | Saint-Roch-de-l'Achigan    | Saint-Roch-de-l'Achigan | 1484, rue Principale                | 45° 51′ 21″ nord, 73° 36′ 12″ ouest | 105895 | 1904         | Immeuble patrimonial cité                                | 2003      |       |
| Maison Malo                                         | Image manquante Téléverser | Saint-Roch-de-l'Achigan | 110, route 341                      | 45° 52′ 52″ nord, 73° 32′ 47″ ouest | 196133 | 1850 (vers)  | Immeuble patrimonial cité                                | 2013      |       |
| Maison Marien                                       | Saint-Roch-de-l'Achigan    | Saint-Roch-de-l'Achigan | 1154, rue Principale                | 45° 51′ 21″ nord, 73° 35′ 27″ ouest | 105891 | 1919 (vers)  | Immeuble patrimonial cité                                | 2003      |       |
| Moulin Bleu                                         | Saint-Roch-de-l'Achigan    | Saint-Roch-de-l'Achigan | 420, route 341                      | 45° 53′ 34″ nord, 73° 34′ 05″ ouest | 196144 | 1860 (vers)  | Immeuble patrimonial cité                                | 2013      |       |
| Vieux couvent de Saint-Roch-de-l'Achigan            | Saint-Roch-de-l'Achigan    | Saint-Roch-de-l'Achigan | 1224, rue Principale                | 45° 51′ 21″ nord, 73° 35′ 34″ ouest | 105893 | 1881         | Immeuble patrimonial cité                                | 2003      |       |
| Vieux presbytère de Saint-Roch-de-l'Achigan         | Saint-Roch-de-l'Achigan    | Saint-Roch-de-l'Achigan | 1188, rue Principale                | 45° 51′ 21″ nord, 73° 35′ 31″ ouest | 105892 | 1905         | Immeuble patrimonial cité                                | 2023 2003 |       |
| Bureau d'enregistrement de Sainte-Julienne          | Sainte-Julienne            | Sainte-Julienne         | 1530, rue Albert                    | 45° 57′ 49″ nord, 73° 42′ 58″ ouest | 92903  | 1860         | Immeuble patrimonial classé Immeuble patrimonial reconnu | 2012 1973 |       |
| Ancien charnier du cimetière de Sainte-Marie-Salomé | Image manquante Téléverser | Sainte-Marie-Salomé     | 150, chemin Viger                   | 45° 55′ 59″ nord, 73° 29′ 48″ ouest | 238859 | 1903         | Immeuble patrimonial cité                                | 2025      |       |
| Ancienne caserne de Sainte-Marie-Salomé             | Image manquante Téléverser | Sainte-Marie-Salomé     | 119, chemin Viger                   | 45° 55′ 56″ nord, 73° 29′ 50″ ouest | 238860 | 1942         | Immeuble patrimonial cité                                | 2025      |       |
| Église de Sainte-Marie-Salomé                       | Image manquante Téléverser | Sainte-Marie-Salomé     | 700, chemin Saint-Jean              | 45° 55′ 55″ nord, 73° 29′ 47″ ouest | 168398 | 1895 à 1897  | Immeuble patrimonial cité                                | 2025      |       |
| Presbytère de Sainte-Marie-Salomé                   | Image manquante Téléverser | Sainte-Marie-Salomé     | 690, chemin Saint-Jean              | 45° 55′ 55″ nord, 73° 29′ 49″ ouest | 168399 | 1888         | Immeuble patrimonial cité                                | 2025      |       |